# Pat Angerer
Pour les articles homonymes, voir Angerer.
(en) Statistiques sur pro-football-reference
Patrick Daniel Angerer dit Pat Angerer (né le 31 janvier 1987 à Bettendorf) est un joueur américain de football américain.

## Lycée
Angerer débute à la Bettendorf High School de sa ville natale de Bettendorf. Durant ces années lycéennes, il fait 344 tacles dont soixante-trois pour des pertes, dix-sept sacks, cinq fumbles provoqués et une interception. Lors de sa dernière saison, il est capitaine de l'équipe des Bulldogs de Bettendorf. Il est un des meilleurs joueurs de l'État de l'Iowa lors des saisons 2003 et 2004, battant les records de tacles de l'université en un match (vingt-cinq), sur une saison (197) et une carrière (344).
Le site de recrutement Rivals.com le classe trois étoiles ainsi que vingt-sixième au classement des Inside Linebacker des États-Unis.

## Carrière

### Université
Les trois premières saisons de Pat à l'université de l'Iowa ne le voient jouer que très peu de match. Il est remplaçant (redshirt) lors de la saison 2005, joue quelques matchs en 2006 avant d'être blessé en 2007. Revenant de différents problèmes médicaux, il est titulaire lors de la saison 2008, faisant 107 tacles, et cinq interceptions ; cela lui vaut d'être sélectionné dans la seconde équipe de la saison de la conférence Big 10. Pour la saison 2009, il est prétendant au Dick Butkus Award, Lombardi Award et Bednarik Award, étant demi-finaliste pour ce dernier trophée.

### Professionnel
Pat Angerer est sélectionné au deuxième tour du draft de la NFL de 2010 par les Colts d'Indianapolis au soixante-troisième choix. Il devient le second joueur de l'histoire de la Bettendorf High School après Tavian Banks à être drafté en NFL.
Lors des matchs de pré-saison, il fait trente-six tacles et deux sacks. Il commence la saison comme remplaçant derrière Gary Brackett. Il joue son premier match lors du sixième match contre les Redskins de Washington à cause de la blessure de Brackett. Il effectue un bon match avec onze tacles et deux passes stoppées. Il joue, sur la saison 2010, les seize matchs de la saison (dont onze comme titulaire), et fait un sack, deux passes déviées, un fumble et cinquante tacles. Il reste titulaire lors de la saison 2011 mais est relégué sur le banc des remplaçant en 2012 jouant onze matchs dont trois comme titulaire. En mars 2014, les Colts ne souhaitent pas lui proposer un nouveau contrat malgré une saison 2013 avec neuf matchs comme titulaire.